# 目崎八郎
目崎八郎（めざき はちろう、1943年2月8日 - ）は日本の大蔵官僚。大阪税関長、大臣官房審議官（国際金融局担当）、国際通貨基金（IMF）理事などを歴任。血液型はO型。

## 来歴
新潟県南魚沼郡出身（父母も新潟県）。大阪府立清水谷高等学校を卒業し、京都大学法学部に進学。京都大学法学部卒業後は東京大学経済学部経済学科に学士入学。東京大学経済学部卒業。1967年4月 大蔵省入省（主税局国際租税課）。1971年5月から1974年7月まで外務省在フィリピン大使館に外交官として出向。1990年7月 大臣官房会計課長。1991年6月 大阪税関長。1993年7月 大臣官房審議官（国際金融局担当）。1994年7月 退官、国際通貨基金（IMF）理事。1997年4月 国際協力事業団（JICA）理事。2002年8月 アメリカンファミリー生命保険シニアアドバイザー。

### 年表
- 1967年4月：大蔵省入省（主税局国際租税課）[2]。
- 1968年8月：名古屋国税局調査査察部。
- 1969年10月：大臣官房調査企画課。
- 1971年5月：外務省在フィリピン大使館三等書記官。
- 1974年1月：外務省在フィリピン大使館二等書記官。
- 1974年7月：関税局企画課長補佐（税率・総括）[3]。
- 1976年7月：主計局法規課長補佐。
- 1978年7月：大臣官房付 兼 内閣官房公共企業体等関係閣僚会議事務局員。
- 1980年7月：国際金融局調査課長補佐。
- 1982年6月：神戸税関総務部長。
- 1983年6月：大臣官房企画官 兼 大臣官房調査企画課財政金融研究室統括主任研究官。
- 1984年9月：大臣官房企画官 兼 総理府臨時教育審議会事務局主任調査員[4]。
- 1986年7月：国際金融局開発機関課長。
- 1988年6月：防衛庁経理局会計課長。
- 1990年7月：大臣官房会計課長。
- 1991年6月：大阪税関長。
- 1993年7月：大臣官房審議官（国際金融局担当）。
- 1994年7月：退官。